# Acraea guttata
Acraea guttata är en fjärilsart som beskrevs av Wichgraf 1914. Acraea guttata ingår i släktet Acraea och familjen praktfjärilar. Inga underarter finns listade i Catalogue of Life.